# Wenzel Folberger

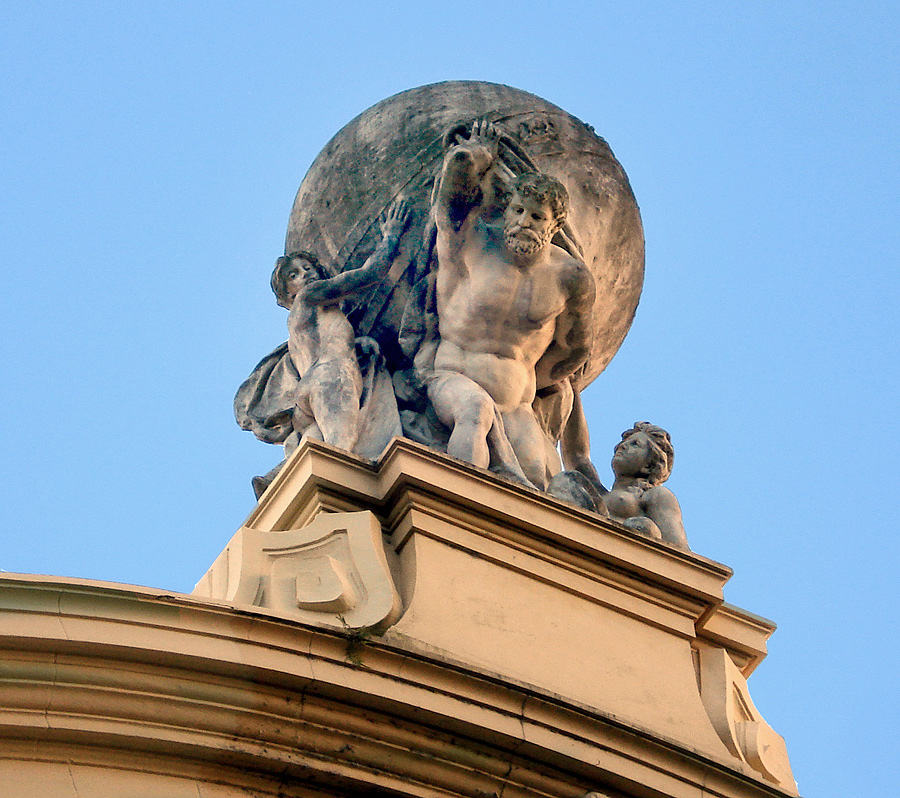
Grupo do Atlas no edifício do Memorial do RS

Wenzel Folberger (? - Porto Alegre, 24 de junho de 1915) foi um escultor de origem germânica, radicado no Brasil, ativo nas primeiras décadas do século XX.
Formado na Escola de Belas Artes de Viena, já cinquentão, foi descoberto em Santa Maria, por João Vicente Friedrichs em 1910 e contratado para integrar sua oficina de escultura e decoração predial, em Porto Alegre. Passou a viver em um modesto chalé de madeira no bairro Navegantes (rua São Carlos, n° 210.
Um dos seus primeiros trabalhos foi a escultura de Mercúrio para a cervejaria Bopp. Participou da ornamentação de muitos prédios hoje históricos da capital gaúcha. Entre os trabalhos que podem com segurança ser atribuídos a ele pessoalmente estão o grupo do Atlas na fachada do prédio do Memorial do Rio Grande do Sul, na Praça da Alfândega, o grupos no prédio da antiga Previdência do Sul, o frontispício, as cariátides e o friso no desaparecido prédio do antigo Banco Alemão.
Morreu atropelado por uma locomotiva, pela manhã, depois de ter saído alcoolizado de uma taverna na Av. Sertório, em Porto Alegre.